# 五毛座
五毛座（ごもうざ）とは、岐阜県恵那市飯地町字中下185-1にある芝居小屋である。2010年（平成22年）には登録有形文化財に登録された。
完成時の名称は飯地公民館であり、1983年に五毛座に改称している。五毛座の名称は、所在地の自治会の名称「五明」（ごもう）に因む。
岐阜県（美濃国・飛騨国）では、地元の人々による地芝居（歌舞伎）が盛んに行なわれており、数多くの芝居小屋が建てられた。現在も各地で歌舞伎保存会が活動している。特に東濃地域（中津川市・恵那市）は盛んであり芝居小屋も残っている。五毛座もその一つである。4月第2日曜日、太田神社の例祭時に飯地歌舞伎保存会により飯地歌舞伎公演が行われる（公演は隔年開催）。

## 歴史
江戸時代後期の美濃国加茂郡飯地村（後の恵那郡飯地村、現在の恵那市）では、太田神社などの神社境内で狂言芝居が行われ、神社の拝殿を兼用した舞台が数箇所建てられていた。太平洋戦争で狂言や芝居は中断したが、終戦後には青年団を中心に各組が持ち回りで公演を再開した。

### 年表
- 1951年（昭和26年） - 公民館兼地芝居小屋の施設として、飯地公民館が落成する。
- 1983年（昭和58年） - 別の場所に飯地公民館が完成。五毛座に改称し、地歌舞伎公演専用の施設となる。
- 2003年（平成15年） - 老朽化により改修工事が行われる。
- 2010年（平成22年）1月15日 - 「旧飯地公民館」として、国の登録有形文化財に登録される[1]。
- 2024年（令和6年）4月 - 大規模改修により、天井と床の張り替え、楽屋の増築が行われる。

## 建築
元々は公民館兼地芝居小屋として建設された木造2階地下1階の施設である。花道を備えており、客席として平土間、1階・2階桟敷席が設けられている。公民館の設備として、集会所の和室とし、大広間がある。

## アクセス
自動車
- 中央自動車道 恵那ICより岐阜県道68号恵那白川線、岐阜県道412号恵那八百津線経由。

## 岐阜県の芝居小屋
岐阜県は地芝居が盛んな地域であり、江戸時代から昭和時代に建設された木造芝居小屋が残っている。主な芝居小屋は以下のとおりである。
- 鳳凰座（下呂市）
- 白雲座（下呂市）
- 黒川の東座（加茂郡白川町）
- 蛭子座（中津川市）
- かしも明治座（中津川市）
- 常盤座（中津川市）
- 五毛座（恵那市）
- 熊野座（恵那市）
- 美濃歌舞伎博物館 相生座（瑞浪市）
- 村国座（各務原市）
- 皆楽座（各務原市）